# Котарски, Доминик
Доминик Котарски (хорв. Dominik Kotarski; родился 10 февраля 2000 года, Забок, Хорватия) — хорватский футболист, вратарь датского клуба «Копенгаген» и сборной Хорватии.

## Клубная карьера
Доминик Котарски является воспитанником «Динамо Загреб». 31 января 2018 года перешёл в «Йонг Аякс» за 2 миллиона евро. За клуб дебютировал в матче против «Йонг ПСВ». Свой первый «сухарь» сделал в матче против «Хелмонд Спорт». Всего за «Йонг Аякс» сыграл 60 матчей, где пропустил 112 мячей и сыграл 10 матчей на ноль.
2 июля 2021 года перешёл в аренду в «Горицу». За клуб дебютировал в матче против футбольного клуба «Истра 1961». Свой первый «сухарь» сделал в матче против «Хайдука». Всего за клуб сыграл 28 матчей, где пропустил 38 мячей и сыграл 8 матчей на ноль.
15 июня 2022 года «Горица» активировала пункт о выкупе Котарски, а уже 26 июня объявила о переходе голкипера в греческий ПАОК. За чёрно-белых дебютировал в матче квалификации Лиги Конференций против «Левски». В чемпионате Греции дебютировал в матче против «Панетоликоса», где сыграл на ноль.

## Карьера в сборной
Играл за сборные Хорватии до 14, 15 и 16 лет, где сыграл 22 матча и пропустил 9 мячей. На юношеском чемпионате Европы в 2017 году сыграл в 3 матчах. По итогам турнира был включён в команду турнира. За сборные Хорватии до 18, 19 и 20 лет сыграл в 9 матчах, где пропустил 10 мячей. На чемпионате Европы среди молодёжных команд сыграл в двух матчах. Попал в предварительный состав сборной Хорватии на чемпионат мира.

## Достижения

### Клубные
«Аякс»
- Чемпион Эредивизи (2): 2018/19, 2020/21
- Обладатель Кубка Нидерландов (2): 2018/19, 2020/21
- Обладатель Суперкубка Нидерландов: 2019

ПАОК
- Чемпион Греции: 2023/24

### Личные
- Включение в команду чемпионата Европы среди юношей до 17 лет: 2017